# デルフィ
デルフィ（現代ギリシャ語: Δελφοί / Delphi）は、ギリシャ共和国中央ギリシャ地方の地名。世界遺産に登録されている古代ギリシャの聖地デルポイの現代名である。
現代のデルフィは、デルポイの遺跡の付近にある集落の名であり、フォキダ県所属の基礎自治体（ディモス）の名でもある。自治体としてのデルフィ市の中心地はアンフィサに置かれている。

## 地理

### 位置・広がり
集落（キノティタ）としてのデルフィ（Δελφοί）は、古代デルポイの遺跡のすぐ西に位置している。州都ラミアから南へ約47km、ナフパクトスから東北東へ約58km、ティーヴァから西北西へ約75km、首都アテネから西北へ122kmの距離にある。
自治体としてのデルフィ市（Δήμος Δελφών）は、フォキダ県に2つある自治体のうち東側に位置する。自治体の中心地は、デルフィの集落ではなく、北東へ11kmの距離にあるアンフィサに置かれている。アンフィサはフォキダ県都でもある。2011年に行われた自治体の統廃合により、デルフィ市の面積は旧デルフィ市の10倍以上に広がり、山岳部からコリンティアコス湾に面した海岸部までを含む広大な市域を持つことになった。デルフィ市には、遺跡に興味を持つ観光客以外にも、パルナソス・スキーセンターを訪れるスキー客や、海岸を訪れるリゾート客が訪れる。
デルフィ市に隣接する自治体は以下の通り。
- 北 - ラミア
- 北東 - アンフィクレイア＝エラティア（英語版）
- 東 - ディストモ＝アラホヴァ＝アンティキラ（英語版）
- 西 - ドリダ（英語版）

### 主要な都市・集落
市域に含まれる人口1000人以上の集落は以下の通り（人口統計は2001年国勢調査による）。
- アンフィサ （Άμφισσα : アンフィサ地区） - 6,946人
- イテア （Ιτέα : イテア地区） - 4,666人
- デルフィ （Δελφοί : デルフィ地区） - 2,373人
- デスフィナ （Δεσφίνα : デスフィナ地区） - 2,024人
- ガラヒディ （Γαλαξίδι : ガラヒディ地区） - 1,718人
- キラ （Κίρρα : イテア地区） - 1,303人
- ヒリソ （Χρισσό : デルフィ地区） - 1,021人

人口の多くは市域中部・南部に暮らす。中心地区アンフィサから南東へ約11kmにあるデルフィの集落には、多くのホテルやゲストハウス、レストランなどが立ち並んでおり、デルポイ観光の拠点である。デルフィの集落の道は狭く、ときには一方通行でさえある。アンフィサから南南東へ11kmにあるイテアとそれに隣接するキラ、アンフィサから南へ17kmにあるガラヒディは市域南部に位置し、いずれもコリンティアコス湾に面した町である。デスフィナはデルフィ集落から南南東へ約8kmの盆地にある集落である。
- アンフィサ
- デルフィ集落の通り
- デルフィ集落の教会
- デスフィナ
- ガラヒディ

## 歴史
中世、デルフィの古代遺跡の上に町が建設され、Kastri と呼ばれた。住民たちは、間に合わせの住居の梁や屋根を支えるために大理石の柱や構造物を利用したが、これは破壊された都市を再建する場合の常である。とくにフォキスのいくつかの町が廃墟と化した1580年の大地震のあとではこうした状況がみられた。1893年、École Française d'Athènes からやってきた考古学者たちが古代デルポイの遺跡を発見し、住民たちの暮らす村は寺院の西の新しい場所に移転した。
デルフィ考古学博物館は、主要遺跡地区の麓、集落の東、主要道路の北側に位置する。この博物館は、最古の楽譜といわれる『デルポイのアポロン賛歌』、『青銅の御者像』、「聖なる道」で発見された黄金の宝物、彫像の断片など、古代デルポイの印象的なコレクションを収蔵している。

## 行政区画

フォキダ県の旧自治体（1999年 - 2010年）

フォキダ県におけるデルフィ市（2011年以後）

### 基礎自治体（ディモス）
デルフィ市（Δήμος Δελφών）は、フォキダ県にある2つの自治体の一つである。
2010年に行われた地方制度改革（カリクラティス改革）にともない、2011年1月1日付で旧デルフィ市を含め7自治体が合併し、新たな自治体（ディモス）としてデルフィ市が発足した。旧自治体は新自治体を構成する行政区（ディモティキ・エノティタ）として位置づけられた。
|    | 旧自治体   | 綴り      | 政庁所在地        | 面積 Km² | 人口  |
| -- | ---------- | --------- | ----------------- | -------- | ----- |
| 1  | アンフィサ | Άμφισσα   | アンフィサ        | 315.2    | 9,248 |
| 3  | ガラヒディ | Γαλαξείδι | ガラヒディ (el)   | *        | 3,030 |
| 4  | グラヴィア | Γραβιά    | グラヴィア (el)   | *        | 2,975 |
| 5  | デルフィ   | Δελφοί    | デルフィ (el)     | 84.4     | 3,511 |
| 6  | デスフィナ | Δεσφίνα   | デスフィナ        | 315.2    | 4,480 |
| 8  | イテア     | Ιτέα      | イテア            | *        | 6,072 |
| 9  | カリエイス | Καλλιείς  | マヴロリタリ (el) | *        | 2,328 |
| 11 | パルナソス | Παρνασσός | ポルドロソス (el) | 315.2    | 2,668 |

- Διοικητική διαίρεση νομού Φωκίδας - フォキダ県の自治体・集落一覧（1999年 - 2010年）

## 交通

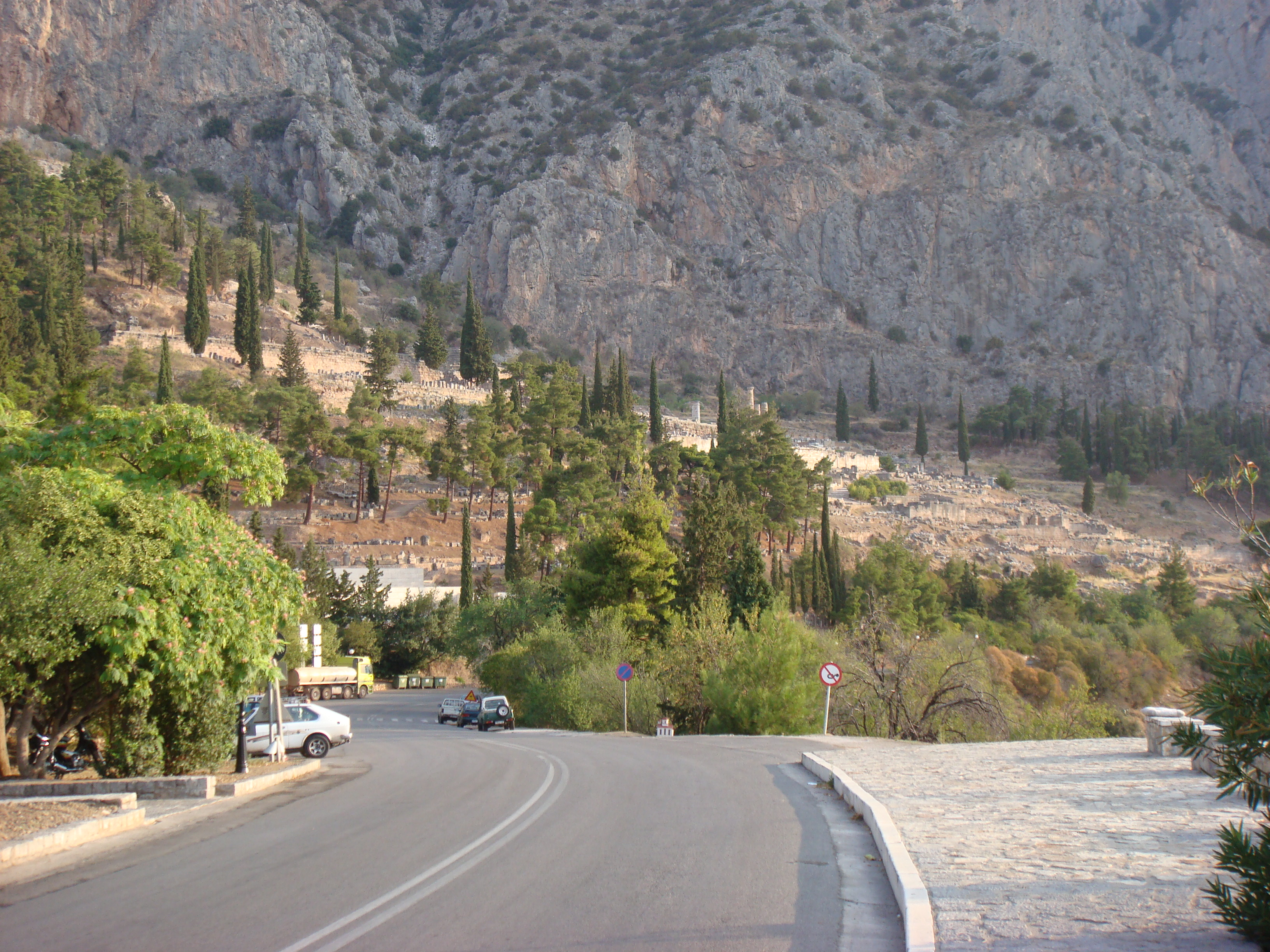
デルフィの遺跡地区

### 道路
欧州自動車道路
- E65号線
〔… - ラミア〕 - アンフィサ - デルフィ西方 - イテア - ガラヒディ - 〔アンディリオ - …〕

主要な自動車道路
- GR-27号線  (Greek National Road 27) 
〔ラミア〕 - アンフィサ - デルフィ西方 - イテア
- GR-48号線  (Greek National Road 48) 
〔アンディリオ〕 - ガラヒディ - イテア - デルフィ - 〔リヴァディア - …〕

## 姉妹都市
- 南砺市 （日本・富山県）
  - 1986年6月14日[1][2]（6月15日[3]）、旧利賀村と旧デルフィ市が姉妹都市盟約書調印。

1985年7月、利賀村で開催していた利賀フェスティバル世界演劇祭を訪問したギリシャ側（デルフィ世界演劇祭委員長ら）より、ともに「世界演劇祭」を開催していること、自然環境が似ていることから提携を提起。1986年6月にデルフィ市で姉妹都市盟約書調印。

## 註
1. ↑  姉妹提携情報 Archived 2012年10月27日, at the Wayback Machine. - 自治体国際化協会
2. ↑  富山県南砺市 (旧利賀村)－デルフィ市 - 在ギリシャ日本国大使館
3. 1 2  デルフィ市 - 南砺市友好交流協会